# Transformação Y-Δ
A transformação Y-Δ, também chamada delta-estrela, delta-Y, estrela-triângulo, ou ainda, teorema de Kennelly, é uma técnica matemática usada para simplificar a análise de circuitos elétricos.

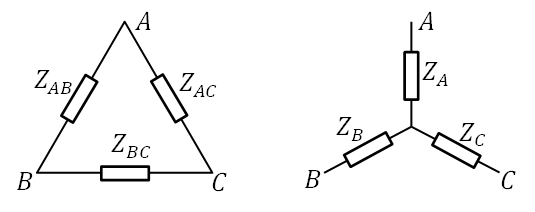
Impedâncias conectadas em delta (Δ) e estrela (Y)

## Transformação estrela para delta
| A soma dos produtos das impedâncias dividida pela impedância oposta. |
| {\displaystyle R_{AB}={\frac {R_{A}.R_{B}+R_{B}.R_{C}+R_{C}.R_{A}}{R_{C}}}} {\displaystyle R_{BC}={\frac {R_{A}.R_{B}+R_{B}.R_{C}+R_{C}.R_{A}}{R_{A}}}} {\displaystyle R_{AC}={\frac {R_{A}.R_{B}+R_{B}.R_{C}+R_{C}.R_{A}}{R_{B}}}} |

No caso particular em que {\displaystyle R_{A}=R_{B}=R_{C}=R_{Y}}, temos {\displaystyle R_{\Delta }=3.R_{Y}}.

## Transformação delta para estrela
| Com as impedâncias | Com as admitâncias |
| --- | --- |
| O produto das impedâncias adjacentes divido pela soma total das impedâncias. | A soma dos produtos das admitâncias dividida pela admitância oposta. |
| {\displaystyle R_{A}={\frac {R_{AB}.R_{AC}}{R_{AB}+R_{BC}+R_{AC}}}} {\displaystyle R_{B}={\frac {R_{AB}.R_{BC}}{R_{AB}+R_{BC}+R_{AC}}}} {\displaystyle R_{C}={\frac {R_{AC}.R_{BC}}{R_{AB}+R_{BC}+R_{AC}}}} | {\displaystyle Y_{A}={\frac {Y_{AB}.Y_{BC}+Y_{AC}.Y_{AB}+Y_{BC}.Y_{AC}}{Y_{BC}}}} {\displaystyle Y_{B}={\frac {Y_{AB}.Y_{BC}+Y_{AC}.Y_{AB}+Y_{BC}.Y_{AC}}{Y_{AC}}}} {\displaystyle Y_{C}={\frac {Y_{AB}.Y_{BC}+Y_{AC}.Y_{AB}+Y_{BC}.Y_{AC}}{Y_{AB}}}} |

No caso particular em que {\displaystyle Z_{AB}=Z_{BC}=Z_{AC}=Z_{\Delta }}, temos {\displaystyle Z_{Y}={\frac {Z_{\Delta }}{3}}}.

## Ligações
- «Explicação sobre a transformação Y-Δ» (em inglês)